# 綠帶翠鳳蝶
綠帶翠鳳蝶（學名：Papilio maackii，台灣舊稱深山烏鴉鳳蝶）是鳳蝶科的一種蝴蝶，是鳳蝶屬的一種。分佈於中國西南、華南、華中、華東、華北和東北各省區。此外見於日本、俄羅斯及朝鮮半島等地。一年兩代，成蟲多見於4至9月，棲息海拔700-1600米林緣及山地，愛訪花及吸水。幼蟲的寄主為芸香科植物，包括刺花椒、花椒、吳茱萸等。西番翠鳳蝶（Papilio syfanius）今歸入此種。

## 形態
中大型鳳蝶。後翅有尾突。雄蝶翅膀背面呈灰黑色，散佈金綠色或暗綠色鱗，前翅翅脈、脈間紋和中室紋不清晰，外中帶的發達程度多變，後半段具有黑色香鱗。後翅散佈金屬藍綠色鱗片，中室外側較集中，或具有發達程度不一的白斑，亞外緣具金藍和紫紅色斑。翅膀腹面翅基⅔散佈灰色鱗片，前翅具有黑色的翅脈、脈間紋和中室紋；後翅腹面外中區若有白斑則與背面相同，亞外緣具有紫紅色新月形斑紋。雌蝶斑紋與雄蝶相同，僅色澤較淡。
| - 雄性標本 |

## 寄主
綠帶翠鳳蝶幼蟲的寄主植物皆屬芸香科，物種包括：
- 各種柑橘 Citrus spp.
- 吳茱萸 Tetradium ruticarpum
- 楝葉吳萸 Euodia meliifolia
- 刺花椒 Zanthoxylum acanthopodium
- 食茱萸 Zanthoxylum ailanthoides
- 花椒 Zanthoxylum bungeanum
- 關黃檗 Phellodendron amurense
- 白鮮 Dictamnus dasycarpus

## 亞種
- P. m. maackii 指名亞種，分佈於中國東北和華北[2]
- P. m. tutanus Fenton, [1882] 分佈於俄羅斯庫頁島及千島群島[6]
- P. m. jezoensis Matsumura, 1927 分佈於日本北海道[7]
- P. m. han (Yoshino, 1997) 分佈於中國西南、華中、華東（除雲南中部和西北部）[8][2]
- P. m. albosyfanius Shimogori & Fujioka, 1997 分佈於中國雲南中西部，即西番翠鳳蝶白斑型[9][2]
- P. m. kitawakii 分佈於中國西藏東南部，即西番翠鳳蝶無斑型[2]

## 外部連結
- 维基共享资源上的相關多媒體資源：綠帶翠鳳蝶
- 維基物種上的相關：綠帶翠鳳蝶